# Jesús Martín-Barbero
Jesús Martín-Barbero (Ávila, 3 de outubro de 1937 - Cáli, 12 de junho de 2021) foi um semiólogo, antropólogo e filósofo colombiano, nascido na Espanha. Viveu na Colômbia desde 1963. Foi um teórico e pesquisador da comunicação e cultura e um dos expoentes nos Estudos Culturais contemporâneos. Autor do livro Dos meios às mediações, publicado no Brasil pela editora da UFRJ.

## Eixo epistemológico
Jesús Martin-Barbero dedicou-se a estudar a comunicação latino-americana, pois começou a perceber que algumas das teorias norte-americanas e europeias não contemplavam completamente a realidade latina, por motivos históricos e culturais. Martín-Barbero começou a perceber que, mesmo tendo produções acadêmicas na américa-latina, esse conhecimento não era visto, nem pelos próprios latino-americanos, da mesma forma que o norte-americano e o europeu. Então Martín-Barbero viu a necessidade de estudar a realidade latina, tanto para entender a comunicação, como para compreender essa falta de credibilidade dos estudos latino-americanos.
É preciso se posicionar para produzir uma crítica sobre a comunicação. O autor é contrário à corrente funcionalista. Utiliza os pressupostos invocados pela Escola de Frankfurt e, em parte, pelos Estudos Culturais: "Não existe comunicação sem cultura, nem cultura sem comunicação".
O estudo da comunicação não pode ser fragmentado, pois é um processo. Todos os elementos devem ser estudados juntos: emissor, mensagem, canal, receptor... Há uma interdependência entre as partes.

## Eixo lógico
Formulação de perguntas e questionamentos. Martín-Barbero não considera que seu pensamento sobre a comunicação esteja concluído. Quantas identidades latino-americanas existem? A colonização é diferente, mas há características em comum que ligam os povos latinos: melodrama > busca de uma identidade.

## Eixo metodológico
Como se constitui o sistema televisivo na América Latina? Como se constituiu a mídia na América Latina? Qual a importância da telenovela na América Latina? A problemática da comunicação está situada nesse lugar: reflexão.

## Mediações comunicativas da cultura
Em um dos seus estudos Martín-Barbero chegou ao conceito de Mediações, que seriam os lugares em que a cultura se concretiza, mudando o modo como os receptores absorvem a mensagem dos meios. Para ele, as mediações são mais do que a “intencionalidade comunicativa”, elas apontam as possibilidades interpretativas com as quais o receptor lida quando se apropria dos discursos da mídia.
Martín-Barbero entende que a mídia deve ser tomada no contexto das mediações, como parte integrante – e determinante – delas, já que as mensagens veiculadas pela mídia se transformam quando os receptores se apropriam delas. Devido às diferentes mediações vivenciadas pelos receptores, diversificados serão os sentidos que as mensagens irão ganhar. À medida que elas ganham novos significados, elas se desdobram em novas práticas e em novas ações. Dessa forma, Martín-Barbero e outros autores latino-americanos apostam a possibilidade de reelaboração dos discursos da mídia por parte das pessoas que compõem a sociedade, o que desmistifica o poder onipresente da mídia, sendo necessário investir nas possibilidades de ação – e não somente na reação – dos receptores e na construção de um saber coletivo.
Ele divide essas mediações em quatro eixos: tecnicidade, institucionalidade, socialidade e ritualidade.

### Mapas noturnos
Para compreender o processo comunicacional desde as mediações é necessário transcender as análises voltadas ou para os meios ou para a recepção, imaginando ambos como um único organismo, agindo juntos, como produção e consumo; para isso Martin Barbero estabelece os mapas noturnos, que investiga de maneira ativa e transformadora na intenção de configurar as relações entre comunicação e cultura.
As mediações de tecnicidade e da identidade são incluídas no mapa noturno somando ao mapa com a ideia de mutação cultural, que é do caráter da técnica.

### Tecnicidade
Seria o aspecto textual, narrativo ou discursivo da mídia que funciona como organizador perceptivo. Para Martín, a cultura interessa quando ela é mediada pela técnica: “Se quiser meios de comunicação, ótimo, desde que a gente perceba que eles não são só tecnologia; cultura de massa, ótimo, desde que a gente perceba que é na intersecção com a técnica que isso interessa, técnica de comunicação. Uma das dimensões da tecnicidade instaurada pela mídia é a marcação temporal do ritmo das atividades prosaicas do cotidiano - algo parecido com a teoria do agenda setting - e da percepção do tempo como fluxo simultâneo e instantâneo, em que a mídia, com a sua programação, vai definindo uma rotina na vida do receptor, onde ele toma o café da manhã na hora do jornal e vai dormir só depois de assistir a telenovela.
Esta mediação é muito correlacionada às tecnologias. Quando a tecnicidade se une à vida social, ela ganha densidade cultural, social e técnica. Entende-se que a tecnicidade forma os processos de apropriação e dos produtos comunicativos, onde os sentidos midiáticos se constroem, conectando os processos do midiático.

### Institucionalidade
Os meios utilizados para produzir discursos que atendem a interesses privados. Não são apenas aparatos, mas também instituições de peso econômico, político e cultural.

### Socialidade
Seriam os laços e relações cotidianas que servem de base para outras formas de interação e comunicação. As mediações se aplicam a comunicação não midiatizada, como é o caso da comunicação interpessoal, em que predomina a linguagem verbal; ou mais precisamente, oral. Nesse sentido, abre-se um enorme leque para os estudos de comunicação, que passa pelo gestual, pelo vestuário e toda a gama de manifestações sígnicas, produzidas e percebidas pelos diferentes sentidos do ser humano, ou até mesmo do ser humano com outros seres animados e inanimados.

### Ritualidade
Refere-se às diferentes interpretações, leituras e usos dos meios de comunicação. Refere-se a cotidianidade familiar, a temporalidade social, a competência cultural, aos diferentes usos sociais dos meios e aos diferentes trajetos de leitura. Esses últimos estão estreitamente associados à qualidade da educação, aos saberes constituídos em memória étnica, de classe ou de gênero, e aos costumes familiares de convivência com a cultura letrada, a oral ou a audiovisual. A ritualidade permite pensar a modelagem dos modos que imprimimos ao viver o cotidiano. Essa ritualidade, a que nós todos nos submetemos e ajudamos a criar, está vinculada ao triunfo da apresentação sobre a significação de modo que a simbolização do espaço (o lugar), a importância imediata dele em nossas vidas, é atravessada pela fantasia da apresentação. A marca desse ritual mediado pelos signos é a aceleração porque os signos estão a serviço do consumo. As ritualidades cotidianas organizadas com base no uso dos meios técnicos comunicacionais contribuem igualmente para definir as identidades do receptor, definições (móveis e transitórias) de si mesmo e de pertencimento coletivo. Está relacionada com a tecnicidade, que possibilita o acontecimento dessa ritualidade em novos formatos industriais.

## Mediação e midiatização
Dentro do campo da Comunicação, há um debate em relação à complexidade dos fluxos comunicacionais na atualidade. Nesse debate, os conceitos de mediação e midiatização são importantes, pois eles se relacionam com a circulação desses fluxos e as interações sociais que estão envolvidas nesses processos.
Enquanto para alguns autores os conceitos de mediação e midiatização são divergentes, para outros, esses conceitos podem ser vistos como complementares. Aqueles que defendem como divergentes argumentam que às lógicas dos sistemas midiáticos estão se sobrepondo as lógicas dos outros sistemas (político, jurídico etc.), modificando as propriedades das práticas desses sistemas, resultando em um processo unilateral da midiatização . Já autores como Martín-Barbero enxergam uma compatibilidade entre os conceitos.

### Midiatização

#### Eliseo Verón
Segundo Verón, a presença de meios de comunicação afeta as instituições (escolas, religião, família etc.) nas suas práticas e em seu funcionamento. No processo de midiatização de Verón, há um relacionamento entre instituições, mídia e atores individuais. De acordo com o autor, o termo midiatização é basicamente uma mudança social na contemporaneidade; sendo assim, a mídia passa a ser parte do tecido social.

#### Muniz Sodré
Segundo Sodré, a sociedade contemporânea é regida pela midiatização, uma tendência da sociedade a "virtualizar" suas relações sociais. Para o autor, o termo midiatização vai além dos meios de mídia, estando também presente na estrutura social. Isso, por sua vez, vai se constituir em uma cultura midiatizada. Há uma interação "especular" entre o sujeito e a mídia, e na relação entre eles. A midiatização engloba todas as instâncias sociais, sendo vista como uma nova forma de sociabilidade.

## Morte
Martín-Barbero morreu em 12 de junho de 2021, aos 83 anos de idade.

## Livros publicados
- 1978: Comunicación masiva: discurso y poder, Ciespal, Quito.
- 1979: Comunicación educativa y didáctica audiovisual, SENA, Cali.
- 1981: Introducción al análisis de contenido, Incisex, Madrid.
- 1987: De los medios a las mediaciones, Gustavo Gili, Barcelona.
- 1988: Procesos de comunicación y matrices de cultura, Gustavo Gili, México.
- 1992: Televisión y melodrama, Tercer Mundo, Bogotá.
- 1995: Pre-textos: conversaciones sobre la comunicación y sus contextos, Univalle, Cali.
- 1998: (coauthor) Mapas nocturnos. Diálogos con la obra de J. Martín-Barbero, Siglo del Hombre/DIUC, Bogotá.
- 1999: with German Rey, Los ejercicios del ver. Hegemonía audiovisual y fición televisa, Gedisa, Barcelona.
- 2000: withHermann Herlingahus, Contemporaneidad latinoamericana y análisis cultural, Iberoamericana/Vevuert, Madrid.
- 2001: Al sur de la modernidad. Comunicación, globalización y multiculturalidad. Institito Internacional de Literatura Iberoamericana, University of Pittsburgh.
- 2002: Oficio de cartógrafo - Travesias latinoamericanas de la comunicación en la cultura, Fondo de Cultura Económica, Santiago de Chile. La educación desde la comunicación, Norma, Buenos Aires.
- 2003: (Coauthor) El espacio cultural latinoamericano. Bases para una Política Cultural de Integración, Convenio Andrés Bello / Fondo de Cultura Económica, Santiago de Chile.
- 2018: La palabra y la acción: por una dialéctica de la liberación. Bogotá: Editorial PUJB.